# Bataille de Quart
Reconquista
Batailles
- Covadonga (722)
- Burbia (791)
- Lutos (794)
- Barcelone  (801)
- Clavijo (844)
- San Esteban de Gormaz  (917)
- Simancas (939)
- Barcelone (985)
- Torà (1006)
- Barbastro (1064)
- Sagrajas (1086)
- Quart (1094)
- Alcoraz (1096)
- Bairén (1097)
- Consuegra (1097)
- Uclès (1108)
- Croisade norvégienne (1108-1109)
- Valtierra (1110)
- Congost de Martorell (1114)
- Cutanda (1120)
- Fraga (1134)
- Oreja (1139)
- Ourique (1139)
- Coria  (1142)
- Santarém  (1147)
- Lisbonne  (1147)
- Santarém  (1184)
- Alarcos (1195)
- Al-Damus  (1210)
- Las Navas de Tolosa (1212)
- Majorque  (1229)
- Jerez (1231)
- Puig de Cebolla (1237)
- Séville (1247-1248)
- Salé (1260)
- Révolte mudéjar  (1264-1266)
- Écija (1275)
- Algésiras  (1278-1279)
- Moclín  (1280)
- Gibraltar  (1309)
- Gibraltar  (1315)
- Gibraltar  (1333)
- Tarifa / Río Salado (1340)
- Algésiras  (1342-1344)
- Gibraltar  (1349-1350)
- Gibraltar  (1411)
- Ceuta (1415)
- La Higueruela (1431)
- Campagne de Grenade (1482-1492) : Lucena - Grenade

La bataille de Quart a lieu le 21 octobre 1094 entre les armées du Cid et celles de l'Empire almoravide, près de Mislata et de Quart de Poblet, à quelques kilomètres à l'ouest de Valence.
Après la conquête de la ville de Valence par Le Cid le 17 juin, l'Empire almoravide rassemble une grande armée à la mi-août sous le commandement de Mohammed ben Tachfine, neveu du sultan Youssef ben Tachfine, dans le but de la récupérer. Vers le 15 septembre, Mohammed assiège la ville, mais Rodrigo Díaz de Vivar effectue une sortie pour briser le siège lors d'une bataille rangée, et remporte une victoire décisive qui repousse les Almoravides.
Il s'agit probablement de la plus importante des victoires du Cid et la première contre une importante armée almoravide dans la péninsule ibérique. Elle stoppe la progression almoravide en Espagne pendant le reste du XIe siècle. Un document de 1098 fait mention de la bataille de Cuarte comme une victoire rapide et sans pertes sur un nombre considérable de musulmans.

## Contexte
Le 17 juin 1094, la ville de Valence tombe aux mains de Rodrigo Díaz de Vivar (Le Cid). Youssef ben Tachfine, chef des Almoravides, ordonne le recrutement d'environ 4 000 cavaliers légers et entre 4 000 et 6 000 fantassins à Ceuta. Il place cette armée sous le commandement de son neveu Mohammed ben Tachfine, pour mener une expédition visant à reprendre la ville. Au total, l'armée almoravide compte un maximum de 10 000 combattants,.

## Bataille
Après le Ramadan, les Almoravides lancent les hostilités le 14 octobre au son des tambours, des buisines et des cris, pillant les vergers et détruisant, autant que possible, les quartiers situés à l'extérieur des remparts, accompagnant leurs attaques quotidiennes de tirs de flèches.
Cependant, les effets de la propagande du Cid annonçant l'arrivée imminente de l'armée d'Alphonse VI provoquent déjà la défection de plusieurs corps almoravides, laissant des espaces libres dans les zones sud et sud-ouest de Valence. La démoralisation et les défections de l'armée assiégeante permettent au Cid de préparer une sortie pour vaincre les assiégeants en bataille rangée et ainsi briser le siège.
Après une semaine de harcèlement de la part de l'armée almoravide, le Cid décide d'attaquer le 21 octobre 1094,. Il part de nuit ou à l'aube, menant le gros de son armée par les portes sud de la ville (porte de Baytala, Buyatallah ou Boatella) et effectue un large détour pour éviter l'armée almoravide. Il se positionne ensuite derrière l'arrière-garde et le camp ennemis, de sorte que, par cette attaque de revers, les Almoravides pensent affronter les renforts castillans envoyés par Alphonse VI,,.
À l'aube, un autre groupe de cavaliers chrétiens, moins nombreux, quitte la ville par la porte occidentale (Bāb al-Ḥanaš, Bab al Hanax ou Porte du Serpent), la plus proche de l'avant-garde almoravide, simulant une attaque rapide et limitée, comme c'est le cas habituellement lors des sièges, afin d'obtenir un peu de répit. Des escarmouches en rase campagne allègent en effet les difficultés du siège. En réalité, il s'agit d'une manœuvre de déception, visant à effectuer une sorte de retraite simulée et, une fois le gros de l'avant-garde almoravide lancé à sa poursuite, à attaquer le gros de la cavalerie chrétienne par l'arrière,,.
C'est exactement ce qui se produit et le gros de l'armée chrétienne prend le camp almoravide par surprise. Pensant être attaquée par les troupes du roi Alphonse VI, l'arrière-garde almoravide, déjà démoralisée, est vaincue et prend la fuite en désordre. L'avant-garde almoravide, réalisant qu'une attaque massive se déroule sur leurs arrières, se débande également. À midi, Le Cid remporte une victoire rapide avec peu de pertes et chasse les assiégeants,,.
Ainsi, grâce à une approche indirecte, l'armée du Cid remporte une victoire décisive et chasse l'armée assiégeante de Valence. Bien que la victoire n'ait pas été exploitée par une poursuite, l'armée du Cid remporte un grand butin en pillant le camp almoravide. De plus, cette victoire désorganise complètement l'armée assiégeante et la contraint à se retirer définitivement,.

## Conséquences
Les conséquences immédiates de la victoire du Cid sont l'acquisition d'un butin considérable, et le rétablissement de son hégémonie dans la région. En effet, en 1098, il s'empare des places fortes d'Almenara et, surtout, de Murviedro (l'actuelle Sagonte). C'est la première défaite décisive des Almoravides et plusieurs taïfas deviennent tributaires du Cid peu après la bataille.
La victoire permet au Cid d'assurer la sécurité de la principauté chrétienne de Valence jusqu'à sa mort en 1099. Il met également fin momentanément à l'expansion almoravide dans la région, au moins jusqu'en 1102. Cette situation facilite l'expansion du royaume d'Aragon vers le sud, aux dépens de la taïfa de Saragosse, isolée du soutien almoravide. Deux ans après la bataille de Quart, Pierre Ier d'Aragon conquiert Huesca et forme une alliance avec le Cid. Les deux souverains repoussent conjointement une armée almoravide en 1097 lors de la bataille de Bairén. Ce n'est qu'en 1110, bien après la mort du Cid, que la taïfa de Saragosse tombe aux mains des Almoravides. Cependant ces derniers ne peuvent conserver Saragosse sous domination musulmane que pendant huit ans.
Après la mort du Cid, son épouse Chimène parvient à défendre la ville avec l'aide de son gendre Raimond-Bérenger III de Barcelone jusqu'en mai 1102, date à laquelle le roi Alphonse VI de León ordonne son évacuation.